# Anthony Gonçalves
Anthony Gonçalves (Belfort, 6 marzo 1986) è un calciatore francese, centrocampista del Laval.

## Caratteristiche tecniche
È un centrocampista centrale.

## Statistiche

### Presenze e reti nei club
Statistiche aggiornate al 6 gennaio 2017.
| Stagione        | Squadra         | Campionato      | Campionato | Campionato | Coppe nazionali | Coppe nazionali | Coppe nazionali | Coppe continentali | Coppe continentali | Coppe continentali | Altre coppe | Altre coppe | Altre coppe | Totale | Totale | Totale |
| Stagione        | Squadra         | Comp            | Pres       | Reti       | Comp            | Pres            | Reti            | Comp               | Pres               | Reti               | Comp        | Pres        | Reti        | Pres   | Reti   |        |
| --------------- | --------------- | --------------- | ---------- | ---------- | --------------- | --------------- | --------------- | ------------------ | ------------------ | ------------------ | ----------- | ----------- | ----------- | ------ | ------ | ------ |
| 2007-2008       | Laval           | N               | 11         | 1          | CF+CdL          | 2+0             | 0               |                    | -                  | -                  |             | -           | -           | 13     | 1      |        |
| 2008-2009       | Laval           | N               | 33         | 1          | CF              | 2               | 0               |                    | -                  | -                  |             | -           | -           | 35     | 1      |        |
| 2009-2010       | Laval           | L2              | 28         | 1          | CF+CdL          | 3+2             | 0               |                    | -                  | -                  |             | -           | -           | 33     | 1      |        |
| 2010-2011       | Laval           | L2              | 10         | 0          | CF+CdL          | 0               | 0               |                    | -                  | -                  |             | -           | -           | 10     | 0      |        |
| 2011-2012       | Laval           | L2              | 31         | 2          | CF+CdL          | 3+1             | 0               |                    | -                  | -                  |             | -           | -           | 35     | 2      |        |
| 2012-2013       | Laval           | L2              | 33         | 4          | CF+CdL          | 2+2             | 0               |                    | -                  | -                  |             | -           | -           | 37     | 4      |        |
| 2013-2014       | Laval           | L2              | 34         | 0          | CF+CdL          | 2+1             | 0               |                    | -                  | -                  |             | -           | -           | 37     | 0      |        |
| 2014-2015       | Laval           | L2              | 35         | 2          | CF+CdL          | 3+2             | 0+1             |                    | -                  | -                  |             | -           | -           | 40     | 3      |        |
| 2015-2016       | Laval           | L2              | 35         | 0          | CF+CdL          | 1+4             | 0+1             |                    | -                  | -                  |             | -           | -           | 40     | 1      |        |
| Totale Laval    | Totale Laval    | Totale Laval    | 250        | 11         |                 | 29              | 2               |                    | -                  | -                  |             | -           | -           | 279    | 13     |        |
| 2016-2017       | Strasburgo      | L2              | 27         | 0          | CF+CdL          | 3+2             | 0               |                    | -                  | -                  |             | -           | -           | 32     | 0      |        |
| 2017-2018       | Strasburgo      | L1              | 20         | 0          | CF+CdL          | 3+2             | 2+0             |                    | -                  | -                  |             | -           | -           | 25     | 2      |        |
| Totale carriera | Totale carriera | Totale carriera | 297        | 11         |                 | 39              | 4               |                    | -                  | -                  |             | -           | -           | 336    | 15     |        |

## Palmarès

### Competizioni nazionali
- Ligue 2: 1

Strasburgo: 2016-2017
- Coppa di Lega francese: 1

Strasburgo: 2018-2019